# Assassinat dels monjos de Tibhirine
L'Assassinat dels monjos de Tibhirine és un esdeveniment iniciat la nit del 26-27 març, de 1996, en que set monjos del monestir de Notre-Dame de l'Atles de Tibhirine a Algèria, pertanyents a l'Orde Cistercenc de l'Estricta Observança (coneguts com a trapencs) van ser segrestats durant la Guerra Civil Algeriana. Van ser retinguts durant dos mesos, i van ser trobats morts a finals de maig de 1996. Les circumstàncies del seu segrest i la seva mort segueixen sent controvertits; el Grup Islàmic Armat (GIA) es va atribuir la responsabilitat de tot, però el 2009, el general retirat François Buchwalter va informar que els monjos havien estat morts accidentalment per l'exèrcit algerià.

## Cinema
Aquests fets van ser portats al cinema amb la pel·lícula francesa Des hommes et des dieux (D'homes i de déus), dirigida l'any 2010 per Xavier Beauvois. Aquest film recull la convivència de vuit monjos de l'orde cistercenc de la Trapa amb uns veïns musulmans que pateixen la pobresa en un règim polític decadent, fins que un grup extremista islàmic irromp al monestir, segresta els monjos i en decapita set: els germans Crhistian de Chergé, Paul Dochier, Cristophe Lebreton, Michel Fleury, Christian Lemarchand, Célestin Ringeard i Paul Favre-Miville. Encara que la pel·lícula no recrea l'assassinat final, recull les vivències de solidaritat i servei a la població i el rebuig a la protecció de l'exèrcit algerià per no separar-se dels civils en perill.
Aquesta producció va guanyar, entre altres reconeixements, el Premi del Jurat Ecumènic del Festival de Cannes del 2010, i va representar França en els Oscars de 2011 com a millor pel·lícula en llengua estrangera. A França va superar els tres milions d'espectadors. La crítica va destacar que es tracta d'una obra espiritual, social i religiosa que va posar en evidència el respecte entre el cristianisme i l'islam, i en contra de la intolerància. Aquests valors han estat posats en relleu pel P. Ventura Puigdomènech, que ha succeït aquells religiosos en aquella regió algeriana i anima les Fraternitats Foucaldianes de l'Àfrica del Nord.